# The Closet
Pour plus de détails, voir Fiche technique et Distribution.
The Closet (hangeul : 클로젯 ; RR : Keullojet, litt. « Placard ») est un film d'horreur sud-coréen écrit et réalisé par Kim Kwang-bin, sorti en 2020. Il s’agit de son premier long métrage.

## Synopsis
Après la mort accidentelle de sa femme, Sang-won (Ha Jung-woo) et sa fille I-na (Heo Yool (en)) déménagent dans une nouvelle maison. Peu après, I-na disparait. Sang-won fait alors appel à un exorciste (Kim Nam-gil) pour la retrouver…

## Fiche technique
Sauf indication contraire ou complémentaire, les informations mentionnées dans cette section peuvent être confirmées par la base de données de KMDb.
- Titre original : 클로젯
- Titre international : The Closet
- Réalisation et scénario : Kim Kwang-bin
- Musique : Jo Yeong-wook[4]
- Montage : Kim Sang-bum
- Société de production : Moonlight Film et Perfect Storm Film Inc.[1],[2]
- Société de distribution : CJ Entertainment
- Pays d’origine :  Corée du Sud
- Langue originale : coréen
- Format : couleur
- Genre : horreur
- Durée : 98 minutes
- Date de sortie :

 Corée du Sud : 5 février 2020

## Distribution
Sauf indication contraire ou complémentaire, les informations mentionnées dans cette section peuvent être confirmées par la base de données d'Hancinema.
- Ha Jung-woo : Sang-won
- Kim Nam-gil : Kyeong-hoon, l’exorciste
- Heo Yool (en) : I-ma
- Kim Mi-hwa : la patronne d'une agence immobilière
- Kang Shin-chul
- Oh Soo